# 近藤和彦 (歴史学者)
近藤 和彦（こんどう かずひこ、1947年8月 - ）は、日本の歴史学者。東京大学名誉教授。専門は、イギリス近代の社会史・文化史・政治史。日英歴史家会議委員長。
高校教科書『現代の世界史』『新世界史』『世界の歴史』を編集執筆。『クリオ』25号（2011年）に「ロング・インタビュー」が収録されている。『いまは昔』（2012年）に詳しい年譜と著作目録、小文のコレクションがある。

## 略歴

### 学歴
- 1966年3月 千葉県立千葉高等学校卒業
- 1971年6月 東京大学文学部卒業（西洋史学専修課程）
- 1974年7月 東京大学大学院人文科学研究科西洋史学専門課程博士課程中退
- 1980年 ケンブリッジ大学大学院留学

### 職歴
- 1974年8月 東京大学文学部助手
- 1977年4月 名古屋大学文学部専任講師
- 1983年1月 名古屋大学文学部助教授
- 1988年4月 東京大学文学部助教授
- 1994年
  - 4月 東京大学文学部教授
  - 9月 ロンドン大学客員教授
- 1995年4月 東京大学大学院人文社会系研究科教授
- 2003年 オックスフォード大学客員上級メンバー
- 2010年 ケンブリッジ大学客員フェロー
- 2012年 東大を定年退職、名誉教授。立正大学文学部教授
- 2018年 立正大学を定年退職。

## 著書

### 単著
- 『民のモラル：近世イギリスの文化と社会』山川出版社、1993年。ISBN 978-4-634-48010-0
  - 『民のモラル：ホーガースと18世紀イギリス』ちくま学芸文庫、2014年。ISBN 978-4-480-09623-4
- 『文明の表象 英国』山川出版社、1998年。ISBN 978-4-634-64510-3
- 『いまは昔：年譜・著作ノート』山川出版社、2012年。※非売品[2]。
- 『イギリス史10講』岩波新書、2013年。ISBN 978-4-00-431464-6
- 『近世ヨーロッパ』山川出版社〈世界史リブレット〉、2018年。ISBN 978-4-634-34952-0

### 共著
- （長谷川幸恵 画）『ルイ14世とマリア=テレジア ヨーロッパの絶対王政』（集英社, 2002年）[3]
- （笈川かおる 画）『市民革命とナポレオン イギリスとフランスの激動』（集英社, 2002年）[4]
- （あずみ椋 画）『産業革命と自由主義 富国強兵のせめぎあい』（集英社, 2002年）[5]
- （木村靖二）『地域文化研究・1：近現代ヨーロッパ史［新訂］』放送大学教育振興会〈放送大学大学院教材〉、2006年。ISBN 978-4-595-12604-8

### 編著
- 『西洋世界の歴史』山川出版社、1999年。ISBN 978-4-634-64540-0
- 『主権国家と啓蒙：16-18世紀』岩波書店〈岩波講座世界歴史16巻〉、1999年。ISBN 4-00-010836-0
- 『長い18世紀のイギリス：その政治社会』山川出版社、2002年。ISBN 978-4-634-64710-7
- 『歴史的ヨーロッパの政治社会』山川出版社、2008年。ISBN 978-4-634-67212-3
- 『イギリス史研究入門』山川出版社、2010年。ISBN 978-4-634-64036-8
- 『ヨーロッパ史講義』山川出版社、2015年。ISBN 978-4-634-64077-1

### 共編著
- （草光俊雄・斎藤修・松村高夫と責任編集）『英国をみる：歴史と社会』リブロポート〈歴史と社会・11〉、1991年。ISBN 4-8457-0596-6
- （福井憲彦）『歴史の重さ：ヨーロッパの政治文化を考える』日本エディタースクール出版部、1991年。ISBN 978-4-88888-171-5
- （遅塚忠躬）『過ぎ去ろうとしない近代：ヨーロッパ再考』山川出版社、1993年。ISBN 978-4-634-64220-1
- （伊藤毅）『江戸とロンドン』（別冊都市史研究）山川出版社、2007年。ISBN 978-4-634-52712-6
- (Miles Taylor) British History 1600-2000: expansion in perspective (proceedings of the sixth Anglo-Japanese Conference of Historians, held at the University of Tokyo, 16-19 September 2009), University of London, 2010[6][7]. ISBN 978-1-90516560-5
- （古谷大輔）『礫岩のようなヨーロッパ』山川出版社、2016年。ISBN 978-4-634-64083-2

### 翻訳
- E・P・トムスンほか『歴史家たち』（野村達朗共監訳）名古屋大学出版会、1990年。ISBN 978-4-8158-0137-3
- ジョン・ブルーア『スキャンダルと公共圏』（近藤和彦編、大橋里見・坂下史訳）山川出版社〈YAMAKAWA LECTURES〉、2006年。ISBN 978-4-634-47501-4
- ジョン・ルカーチ『歴史学の将来』（近藤和彦監修、村井章子訳）みすず書房、2013年。ISBN 978-4-622-07764-0
- E・H・カー『歴史とは何か 新版』岩波書店、2022年。ISBN 978-4-00-025674-2

### その他
- 柴田三千雄（福井憲彦・近藤和彦編）『フランス革命はなぜおこったか：革命史再考』山川出版社、2012年。ISBN 978-4-634-64055-9
- 「七〇年代的現象としての社会運動史研究会」喜安朗・北原敦・岡本充弘・谷川稔編『歴史として、記憶として：「社会運動史」1970～1985』（御茶の水書房、2013年）所収。ISBN 978-4-275-01032-2